# Världsmästerskapen i bågskytte 1959
Världsmästerskapen i bågskytte 1959 arrangerades i Stockholm i Sverige mellan den 6 och 9 augusti 1959.

## Medaljsummering

### Recurve
| Event                          | Guld                | Silver                 | Brons               |
| Herrarnas individuella tävling | James Caspers (USA) | Robert Kadiee (USA)    | James Needey (USA)  |
| Damernas individuella tävling  | Ann Corby (USA)     | Sigrid Johansson (SWE) | Lucille Shine (USA) |
| Herrarnas lag                  | USA                 | Belgien                | Sverige             |
| Damernas lag                   | USA                 | Storbritannien         | Tjeckoslovakien     |

### Medaljtabell
| Pl. | Nation          | Guld | Silver | Brons | Totalt |
| --- | --------------- | ---- | ------ | ----- | ------ |
| 1   | USA             | 4    | 1      | 2     | 7      |
| 2   | Sverige         | -    | 1      | 1     | 2      |
| 3   | Belgien         | -    | 1      | -     | 1      |
| 3   | Storbritannien  | -    | 1      | -     | 1      |
| 4   | Tjeckoslovakien | -    | -      | 1     | 1      |